# サイモン (猫)
サイモン（英:Simon 1947年? - 1949年11月28日）は、英国海軍のスループ艦アメジスト（HMS Amethyst, U16）に乗っていた猫。1949年に起きた揚子江事件の時に乗員の士気を上げた功績により、猫としては唯一の従軍記章とディッキンメダルを受賞した。

## 来歴
1948年3月、サイモンはジョージ・ヒッキンボトム(George Hickinbottom)二等水兵によって香港の造船所を歩き回っている所を拾われた。拾われた当時のサイモンは一歳ぐらいだったと推測されている。栄養失調で具合が悪かったという。ジョージ・ヒッキンボトム二等水兵はこっそりと自分の乗艦にサイモンを連れ込み、餌を与えた。サイモンはネズミを捕らえるのが上手く、すぐに船員たちに気に入られ、英国のスループ艦アメジストの一員となった。サイモンは死んだネズミのプレゼントを水兵のベッドに残して、艦長の帽子で眠ったという。アメジストの乗員はサイモンを幸運なマスコットとして可愛がっていた。
1948年後半にアメジストの艦長が代わった際、前任艦長だったイアン・グリフィスは、後任のバーナード・スキナーのためにサイモンを残していった。スキナー艦長の最初の任務は南京の揚子江の上流へ警備任務の交代艦として向かうことだった。そこでアメジストは揚子江事件に巻き込まれた。中国軍の砲撃を受けスキナー艦長は戦死し、サイモンも砲弾の破片を受けて負傷した。重傷を負ったサイモンは医務室へ運ばれ手当てを受けた。怪我の状態がひどく一時は生命の危機に瀕したが、回復すると任務であるネズミ捕りを再開し、その姿によって兵士の士気を高めた。
揚子江事件の後にサイモンは有名になった。英国や世界のニュースで誉め称えられて、従軍記章とディッキンメダルを授与された。サイモン宛の手紙が殺到し、返事を書くために専属の兵士が任命されたほどであった。アメジストが寄港したあらゆる港でサイモンは熱烈な歓迎を受けた。英国に到着するとサイモンは入国する動物に必要な検疫を受けるためにサリー州の動物センターへ送られた。
サリー州の動物センターで隔離された直後、医療スタッフの注意にもかかわらずサイモンは戦傷に起因するウイルス感染の合併症を起こし、1949年11月28日に他界した。アメジストの全乗員を含む数百人が、ロンドンで行われた葬式に参列した。

## 碑文
サイモンの墓石には以下の文言が刻まれている。
IN

MEMORY OF

"SIMON"

SERVED IN

H.M.S. AMETHYST

MAY 1948 — SEPTEMBER 1949

AWARDED DICKIN MEDAL

AUGUST 1949

DIED 28TH NOVEMBER 1949.

THROUGHOUT THE YANGTZE INCIDENT

HIS BEHAVIOUR WAS OF THE HIGHEST ORDER